# Felttoget på Filippinerne (1944-45)
Felttoget på Filippinerne 1944–45, (Operation Musketeer I, II, og III) eller Befrielsen af Filippinerne var det amerikanske og filippinske felttog for at besejre og fordrive Kejserriget Japans militære styrker, som holdt Filippinerne besat under 2. Verdenskrig. Den Kejserlige japanske hær havde løbet Filippinerne over ende i første halvdel af 1942. Befrielsen af Filippinerne begyndte med amfibielandsætningerne på den øst-filippinske ø  Leyte den 20. oktober 1944, og kampene fortsatte i små områder helt frem til krigens slutning i august 1945.

## Planlægning
I midten af 1944 var amerikanske styrker nået frem til 560 km sydøst for Mindanao, den største ø i det sydlige Filippinerne og kunne bombardere japanske stillinger der med langtrækkende bombefly. Amerikanske styrker under admiral Chester W. Nimitz var trængt frem over den centrale del af Stillehavet og havde erobret Gilbertøerne, nogle af Marshalløerne og hovedparten af Marianerne, mens de sprang over mange japanske garnisoner og efterlod dem uden forsyningsmuligheder og militært magtesløse.
Fly fra hangarskibe foretog allerede luftangreb mod japanerne på Filippinerne, især mod deres militære flyvepladser. Amerikanske og australske tropper under den amerikanske general Douglas MacArthur, den øverstkommanderende i det sydvestlige Stillehav, havde enten erobret eller isoleret og forbigået alle de japanske styrker op Ny Guinea og Admiralitetsøerne. Inden invasionen af Filippinerne havde MacArthurs nordligste erobring været Morotai i Hollandsk Ostindien den 15.–16. september 1944. Det var MacArthurs eneste base, hvorfra bombeflyene kunne nå det sydlige Filippinerne.
Den amerikanske flåde, marinekorps og hær foruden australske og newzealandske styrker under ledelse af Admiral Nimitz og admiral William F. Halsey, Jr. havde isoleret den store japanske base ved Rabaul på New Britain, ved at erobre en kæde af øer omkring Rabaul, og derpå bygge flyvestationer på dem hvorfra de kunne bombe og lave en  blokade mod de japanske styrker ved Rabaul så de mistede deres militære betydning.
Med sejrene i slaget om Marianerne og Palau (på Saipan, på Guam, og på Tinian, i løbet af juni og juli 1944), kom amerikanske styrkerne nærmere på selve Japan. Fra Marianerne kunne de meget langtrækkende B-29 Superfortress tunge bombefly fra U.S. Army Air Forces (USAAF) bombe de japanske hovedøer fra velforsynede flybaser – sådanne som havde direkte adgang til forsyninger fra fragt- og tankskibe. De tidligere angreb med B-29 bombefly var foregået for enden  af en lang og besværlig forsyningslinje gennem Indien og Burma. Alle B-29 bombefly blev overført til Marianerne i løbet af efteråret 1944.)
Selv om det var klart, at Japan var i gang med at tabe krigen, viste den japanske hær og den japanske regering ingen tegn på at ville kapitulere, bryde sammen eller overgive sig.
Der havde været et tæt forhold mellem befolkningen på Filippinerne og De forenede Stater siden 1898, og Filippinerne blev til Commonwealth of the Philippines in 1935, og fik lovning på selvstændighed i 1946. Hertil kom, at en omfattende række af amerikanske luftangreb fra den hurtige hangarskibsstyrke under Admiral William F. Halsey mod japanske flyvepladser og andre baser på Filippinerne ikke havde mødt ret meget japansk modstand, såsom modstand fra jagerfly. På anbefaling fra Admiral Halsey besluttede den allierede stabschefer på et møde i Canada ikke bare at fremrykke datoen for den første landgang i Filippinerne, men også at flytte den nordpå fra den sydlige ø Mindanao til den centrale ø Leyte. Den nye dato for landsætningerne på Leyte, 20. oktober 1944, var to måneder tidligere end den tidligere planlagte landgang på Mindanao.

Det filippinske folk var parat og ventede på invasionen. Efter at general MacArthur var blevet evakueret fra Filippinerne i marts 1942 faldt alle øerne til japanerne. Den japanske besættelse var hård og indeholdt mange 
Den australske regering tilbød general MacArthur at han kunne bruge det første korps af den australske hær ved befrielsen af Filippinerne. MacArthur foreslog, at to australske infanteridivisioner kunne blive indsat, hver af dem i forskellige amerikanske korps, men den ide var ikke acceptabel for den australske regering, som ønskede at have en betydelig operationel kontrol indenfor et afgrænset område af Filippinerne, frem for blot at være en del af et amerikansk armékorps. Der blev aldrig nået en enighed mellem den australske regering og MacArthur – som måske ønskede det sådan. Som følge heraf spillede den australske hær stort set ingen rolle i Filippinerne. Men enheder fra Royal Australian Air Force og Royal Australian Navy, såsom den tunge krydser HMAS Australia var involveret.
Under den amerikanske generobring af Filippinerne begyndte guerillaerne åbent at angribe de japanske styrker, foretog rekognoscering foran de fremrykkende regulære styrker og deltog i slag ved siden af de fremrykkende amerikanske divisioner.

## Leyte
Den 20. oktober 1944 gik den 6. amerikanske armé i land på den velegnede østkyst af Leyte, en af øerne i  Visayas
Den 6. amerikanske armé fortsatte sin fremrykning østfra mens japanerne hastede forstærkninger til området ved Ormoc Bay på øens vestside. Mens den 6. armé til stadighed blev forstærket kunne den 5. amerikanske luftstyrke ødelægge de japanske forsøg på luftangreb og gav også megen støtte til hærens tropper på landjorden.
De filippinske guerillaer udførte også en værdifuld indsats med at opretholde ro og orden og sørge for at veje og hovedveje var fri for kødannelser. Efter at de amerikanske brohoveder var blevet etableret blev guerillaen i Leyte direkte tilknyttet 6. armés korps og divisioner for at hjælpe med rekognoscering, efterretninger og kampoperationer. Ved de indledende amerikanske landsætninger på strandene ved Tacloban og Dulag, gik oberst Ruperto Kangleons enheder i aktion,. De sprængte broer for at blokere japanske troppebevægelser i retning af landgangsområdet. De generede fjendtlige patruljer og de saboterede forsyninger og ammunitionslagre. Information om fjendtlige troppebevægelser og dispositioner blev sendt fra guerillagrupper til Kangleons hovedkvarter og straks videresendt til 6. armé.
Under voldsom regn og over vanskeligt terræn fortsatte fremrykning over Leyte videre til den anden store ø Samar, lige nord for Leyte. Den 7. december 1944 foretog amerikanske enheder en ny amfibielandsætning ved Ormoc Bay og efter at stort slag på jorden og i luften afskar landgangsstyrken japanernes muligheder for at forstærke og forsyne deres tropper på Leyte. Selv om intense kampe fortsatte på Leyte i måneder havde den amerikanske hær altid kontrol over begivenhederne.  

## Mindoro
Den 6. amerikanske armés andet store angreb var på Mindoro. Denne store ø ligger lige syd for Luzon og Manila Bay, og MacArthurs hovedmål med at erobre den var at blive i stand til at bygge flyvepladser på den til jagerfly, som kunne dominere himmelen over den vigtigste ø Luzon med dens store havn og hovedstaden Manila.
Den 7. flådes store invasionsflåde fra Leyte til Mindoro kom under kraftige kamikazeangreb, men disse kunne ikke forsinke den amerikanske invasion af Mindoro. Mindoro var kun i mindre omfang besat af den japanske hær og en stor del af den blev holdt af filippinske guerillaer, så Mindoro blev hurtigt indtaget. Amerikanske ingeniørtropper byggede hurtigt en stor luftbase ved San Fabian. Udover at ligge nær ved Luzon havde Mindoro en anden fordel: godt flyvevejr næsten altid, da den er en del af Filippinerne er forholdsvis tør - helt ulig Leyte, som er udsat for voldsomme regnskyl det meste af året, hvilket ikke bare giver dårligt flyvevejr, men også betyder at jorden er meget mudret og svær at bygge flyvepladser på.  
San Fabian var også stedet for et andet gennembrud. Det var første gang, at USAAF benyttede P-51B Mustang jagere i Stillehavet. De hurtige og langtrækkende fly var alle japanske jagerfly langt overlegne. 
Mindoro var en stor sejr for den 6. armé og USAAF og det gav også en stor base til amerikanernes næste skridt: invasionen af Luzon, og især ved øens vestkyst.

## Luzon
Den 15. december 1944 blev der indledt landsætninger mod minimal modtand på de sydlige strande på øen Mindoro, en nøgleposition i de planlagte Lingayen Gulf operationer, til støtte for de stor landsætninger, som var planlagt på Luzon. Den 9. januar 1945 gik general Kruegers 6. armé i land på sydkysten af Lingayen Gulf på vestkysten af Luzon. Næsten 175.000 blev indsat i et brorhoved, som var 32 km bredt. Med kraftig støtte fra luften trænge hærenheder ind på øen og erobrede Clark Field, 65 km nordvest for Manila, i den sidste uge af januar.
Yderligere to store landsætninger fulgte, en til at afskære Bataan halvøen og en anden, som involverede en luftlandsætning syd for Manila. Fremstød nærmede sig byen og den 3. februar 1945 nåede dele af den 1. amerikanske kavaleridivision frem til udkanten af Manila og 8. kavaleriregiment, som kæmpede som infanteri, passerede gennem de nordlige forstæder og ind i selve byen.
Mens fremrykningen mod Manila fortsatte fra nord og syd blev Bataan halvøen hurtigt sikret. Den 16. februar angreb faldskærmstropper og amfibieenheder samtidig øen Corregidor. Det var nødvendigt at erobre denne stilling fordi tropper her kan blokere adgangen til Manila Bay. Amerikanerne havde brug for at etablere en stor havnebase i Manila Bay for at kunne støtte den forventede invasion af Japan, som var planlagt til at begynde den 1. november 1945. Modstanden på Corregidor ophørte den 27. februar og derpå ophørte al modstand fra japanske styrker den 15. august, hvilket fjernede behovet for en invasion af de japanske hovedøer. 
Trods indledende optimisme var kampene hårde i Manila. Det tog indtil 3. marts at rydde byen for alle japanske tropper, og de japanske marinesoldater, som fortsatte med at kæmpe videre og afslog enten at overgive sig eller blive evakueret, som det var slet med den japanske hær. Fort Drum, en befæste ø i Manila Bay nær Corregidor, holdt ud indtil den 13. april da en gruppe amerikanske tropper gik i land og pumpede 11.000 liter dieselolie ind i fortet og derpå satte ild til brandbomber. Ingen japanske soldater i fortet overlevede eksplosionen og ilden.
I alt ti amerikanske divisioner og fem uafhængige regimenter kæmpede på Luzon, hvilket gjorde det til det største amerikanske felttog under Stillehavskrigen, og involverede flere tropper end De forenede Stater havde indsat i Nordafrika, Italien eller Sydfrankrig.

## Afslutning på felttoget
Palawan Island, mellem Borneo og Mindoro, den femtestørste og vestligste af de filippinske øer blev invaderet den 28. februar af 8. amerikanske armé ved Puerto Princesa. Japanerne gjorde ikke meget direkte modstand, men oprydning af japanske modstandslommer varede indtil slutningen af april idet japanerne benyttede deres sædvanlige taktik med at trække sig tilbage til bjerge og jungler og sprede sig i små enheder. I hele Filippinerne blev de amerikanske styrker hjulpet af filippinske guerillaer med at finde og nedkæmpe de sidste japanere, den sidste af dem, Hiroo Onoda, overgav sig først i 1974, i bjergene ved  Lubang Island på Mindoro.
Den 8. arme foretog herefter sin første landgang på Mindanao den 17. april. Det var den sidste af de store filippinske øer, der blev erobret. Mindanao blev fulgt af invasion og besættelse af Panay, Cebu, Negros og adskillige øer i Sulu øhavet. Disse øer gav baser for den 5. og 13. luftstyrke til angreb udover det filippinske og sydkinesiske hav.

## Tab
Amerikanske hær og luftvåben

| Sted                             | Døde   | Sårede | Total  |
| -------------------------------- | ------ | ------ | ------ |
| Leyte                            | 3.593  | 11.991 | 15.584 |
| Luzon                            | 10.640 | 36.550 | 47.190 |
| Centrale og sydlige Filippinerne | 2.070  | 6.990  | 9.060  |
| Total                            | 16.303 | 55.531 | 71.834 |

Andre allierede
- Australien
- Filippinerne

| Sted                             | Døde    | Fangne | Total   |
| -------------------------------- | ------- | ------ | ------- |
| Leyte                            | 80.557  | 828    | 81.385  |
| Luzon                            | 205.535 | 9.050  | 214.585 |
| Centrale og sydlige Filippinerne | 50.260  | 2.695  | 52.955  |
| Total                            | 336.352 | 12.573 | 348.925 |

Andre allierede
- Anden filippinske republik

## Yderligere læsning
- Wikimedia Commons har flere filer relateret til Felttoget på Filippinerne (1944-45)

- Breuer, William B. (1986). Retaking The Philippines: America's Return to Corregidor & Bataan, 1944–1945. St Martin's Press. ASIN B000IN7D3Q.
- Leary, William M. (2004). We Shall Return!: MacArthur's Commanders and the Defeat of Japan, 1942–1945. University Press of Kentucky. ISBN 0-8131-9105-X.
- "Chapter IX: The Mindoro and Luzon Operations". Reports of General MacArthur: The Campaigns of MacArthur in the Pacific: Volume I. Library of Congress: Department of the Army. s. 242-294. Arkiveret fra originalen 16. januar 2014. Hentet 5. januar 2014.
- Mellnik, Stephen Michael (1981). Philippine War Diary, 1939–1945. Van Nostrand Reinhold. ISBN 0-442-21258-5.
- Morison, Samuel Eliot (1958). Leyte: June 1944 – Jan 1945, vol. 12 of History of United States Naval Operations in World War II. Little, Brown and Company. ISBN 0-316-58317-0.
- Morison, Samuel Eliot (2001). The Liberation of the Philippines: Luzon, Mindanao, the Visayas 1944–1945, vol. 13 of History of United States Naval Operations in World War II (Reissue udgave). Castle Books. ISBN 0-7858-1314-4.
- Norling, Bernard (2005). The Intrepid Guerrillas Of North Luzon. University Press of Kentucky. ISBN 0-8131-9134-3.
- Smith, Robert Ross (2005). Triumph in the Philippines: The War in the Pacific. University Press of the Pacific. ISBN 1-4102-2495-3.